# 1949 a tudományban
Az 1949. év a tudományban és a technikában.

## Díjak
- Nobel-díjak
  - Fizikai Nobel-díj: Jukava Hideki
  - Fiziológiai és orvostudományi Nobel-díj: Walter Rudolf Hess, António Egas Moniz
  - Kémiai Nobel-díj: William Francis Giauque

## Születések
- január 13. – Rakesh Sharma indiai űrhajós
- január 25. – Paul Nurse Nobel-díjas (megosztva) brit biokémikus
- február 23. – Marc Garneau az első kanadai űrhajós
- március 3.– Bonnie Jeanne Dunbar amerikai űrhajósnő
- március 3. – James Shelton Voss amerikai űrhajós
- április 16. – Jean-Jacques Favier francia bányamérnök, űrhajós
- április 18. – Charles Fefferman amerikai matematikus
- április 28. – Jay Apt amerikai űrhajós
- május 6. – David Cornell Leestma amerikai űrhajós
- május 9. – Oleg Atykov szovjet űrhajós
- május 15. – Frank L. Culbertson, Jr. amerikai űrhajós
- május 26. – Ward Cunningham amerikai programozó, a Wikipédiát lehetővé tevő wiki szoftver kitalálója és fejlesztője
- június 12. – Jurij Baturin orosz, szovjet űrhajós
- augusztus 2. – Farkas Bertalan az első magyar űrhajós, űrkutató
- augusztus 31. – Hugh David Politzer Nobel-díjas amerikai elméleti fizikus
- szeptember 30. – Michel Tognini francia berepülőpilóta, kutatóűrhajós
- november 29. – Kenneth Donald Cameron amerikai űrhajós
- december 5. – Bruce Edward Melnick amerikai űrhajós

## Halálozások
- március 30. – Friedrich Bergius Nobel-díjas német kémikus (* 1884)